# Stolnica v Ruvo di Puglia
Stolnica Ruvo di Puglia (ital. Concattedrale di Ruvo di Puglia, Concattedrale di Santa Maria Assunta, Duomo di Ruvo di Puglia) je rimskokatoliška stolnica v Ruvo di Puglia, mestu v Apuliji v južni Italiji, posvečena Marijinemu vnebovzetju. Prej je bila škofovski sedež škofije Ruvo, zdaj pa je sostolnica v škofiji Molfetta-Ruvo-Giovinazzo-Terlizzi. Stavba je pomemben primer pozne apulijske romanske arhitekture, zgrajena med 12. in 13. stoletjem, z več kasnejšimi spremembami.

## Zgodovina
Ferdinando Ughelli v svoji Santa Italia poroča o dveh različnih hipotezah glede gradnje prve cerkve v Ruvu. Po mnenju nekaterih je bila pravzaprav prva krščanska verska stavba zgrajena nad kripto San Cleto zunaj mestnega obzidja; po drugih pa je prvo cerkev zgradil San Cleto in posvetil sv. Petru, zgrajeno nedaleč od sedanjega mesta stolnice. Vendar sam Ughelli v letu 1000 napačno identificira trenutek ustanovitve matične cerkve. Ettore Bernich namesto tega verjame, da je imel Ruvo, pa tudi Bari in Conversano, tri stolnice, od katerih je bila prva cerkev Svete Trojice, druga cerkev San Giovanni Rotondo in končno sedanja stolnica Marijinega vnebovzetja.
Najverjetneje se je Robert II. Bassavillski, gospodar Ruva, skupaj s škofom Danielejem odločil, da dokončno zgradijo stolnico, potem ko so mesto zravnali s tlemi zaradi vdorov barbarov in vojnih dogodkov v 12. stoletju. Dela so se končala v 13. stoletju..
V moderni dobi je stolnica doživela različne spremembe tako zelo, da je, kot izhaja iz poročil ad limina škofa Gaspareja Pasqualija, leta 1589 lahko računala na dvanajst stranskih oltarjev, ki jih je kasneje postalo štirinajst. Kljub številnim oltarjem ter obstoju zakristije in povezanega episkopa (o škofovski palači imamo novico šele iz leta 1452) je prva kapela, izpričana v virih, šele iz leta 1640: posvečena je kultu Najsvetejšega, za katerega je skrbela leta 1543 ustanovljena istoimenska bratovščina in zdaj ne obstaja več. Tej kapeli je bila dodana druga, posvečena kultu San Biagia in njegovim relikvijam  v levi ladji. V 17. stoletju je duhovščina vstopila v nenehen konflikt z družino Carafa, ki je leta 1510 s kardinalom Olivierom Carafo pridobila fevd Ruvo. Pod oblastjo vojvode Andrije in grofa Ruva Ettoreja Carafe starejšega je bil porušen glavni oltar, da bi ga nadomestil s prestolom istega grofa. Vendar je bil leta 1697 zgrajen nov oltar. Leta 1725  je škof Bartolomeo Gambadoro obnovil in povečal škofovsko palačo. Tudi v prvi polovici 18. stoletja je bila stolnica predmet širitvenih del: leta 1744 so fasado podaljšali za 2,40 metra na stran in pod škofom Giulio De Turrisom matično cerkev leta 1749 opremili z okrašenim lesenim stropom; s tremi platni Luca Alveseja so predstavili tudi različne kapele v obeh ladjah.
V prvi polovici 20. stoletja je bil cilj odpraviti vse agregacije in strukturne dodatke baročne dobe ter skušati obnoviti prvotno cerkev. Med letoma 1901 in 1925 je bil zgrajen nov ciborij po vzoru bazilike sv. Nikolaja v Bariju avtorja Ettoreja Bernicha, pritrjen je bil barvni vitraj, ki prikazuje Brezmadežno. Poleg tega je bil z odra odstranjen podstavek stolnice, ki je bil vstavljen zaradi višinske razlike enega metra med tlemi cerkve in cestno površino zaradi uničenja Ruva v srednjem veku. Leta 1925 je škofovsko palačo obnovil inženir Sylos Labini. Vse kapele so bile odpravljene, zadnja, kapela Najsvetejšega, šele leta 1935, s čimer so obnovili zid obeh ladij in pridobili večji notranji prostor. Poleg tega so bili ob stenah postavljeni grobovi škofov, ki so bili pokopani v stolnici in postavljeni na tla.

## Opis
Sedanja zunanjost je rezultat obnovitvenih del iz zgodnjega 20. stoletja, ko so odstranili baročne dodatke. Cerkev ima poševno pročelje s tremi portali: osrednjim in večjim, obkroženim z dvema stebroma, ki stojita na levih, z grifoni na vrhu, ima notranje reliefe, ki so bili nekoč del prejšnje gradnje. Upodabljajo Kristus z dvanajstimi apostoli, druge prizore Odrešenikovega življenja in rastlinske motive. Manjši, ob straneh, so preprostejše oblike, z dvema polstebroma, ki podpirata ogivalne loke; pripadala sta prejšnjim stavbam.
Nad portalom je okno z dvojnim stebrom z reliefom Nadangel Mihael, ki premaguje hudiča, nad njim pa rozeta, okno iz 16. stoletja z dvanajstimi sevajočimi stebri. To pa prekriva Sedente (Ta sedeči), skrivnostna figura, ki je bila različno identificirana kot Robert III. iz Loritella (ki je financiral gradnjo), medtem ko je na vrhu fasade kip Odrešenika. Zvonik v drugačnem slogu je bil najverjetneje del srednjeveškega mestnega obzidja.
Notranjost je razdeljena na glavno in dve stranski ladji, ki se zaključujeta s tremi apsidami, z pravokotno transeptom. Ladja, tako kot transept, ima strešni strop, ob straneh pa ima lažen prehod (matroneum), pod katerim so konzole z upodobitvami ljudi, živali ali pošasti. Stoji na dveh vrstah slopov ki se med seboj razlikujeta. Nekateri so križni, drugi pa kvadratni; nekateri kapiteli so izklesani z elementi krščanske ali srednjeveške mitologije, drugi imajo preprostejše rastlinske ali abstraktne motive. Ladje so križno obokane.
Na koncu ladje je ciborij iz 19. stoletja, ki ga je navdihnil tisti v baziliki sv. Nikolaja v Bariju. Od kapel, ki so bile dozidane v baročnem ali poznejšem slogu, sta ohranjeni le dve: kapela Srca (19. stoletje) in kapela Sv. Zakramenta. Umetnine vključujejo lesen kip svetega Blaža, zavetnika Ruvo di Puglia (16. stoletje), srebrno škatlo z relikvijami istega svetnika, ploščo Konstantinopelske Device in leseno razpelo iz 16. stoletja. Obstajajo tudi sledi fresk, ki jih je izdelala delavnica Marca Pina, ki prikazujejo Kristusovo bičanje.
Podzemni prostori cerkve vključujejo ostanke paleokrščanske cerkve (5.-6. stoletje) ter rimske in pevcetske grobnice.

## Galerija
- Detajl kapitela
- Ciborij
- Freska sv. Boštjan
- Detajl portala